# شهرك شهيد رجايي (مقاطعة فسا)
شهرك شهيد رجايي (بالفارسية: شهرک شهید رجایی) هي قرية تقع في Jangal Rural District في إيران. يقدر عدد سكانها بـ 247 نسمة بحسب إحصاء 2016.